# Minamoto no Muneyuki
Minamoto no Muneyuki (源宗于 anche 源宗于朝臣 Minamoto no Muneyuki Ason; ... – 5 gennaio 940) è stato un poeta giapponese waka del medio periodo Heian.
Suo padre era il figlio dell'imperatore Kōkō, il principe imperiale Koretada. È considerato uno dei Trentasei Immortali della Poesia.

## Biografia

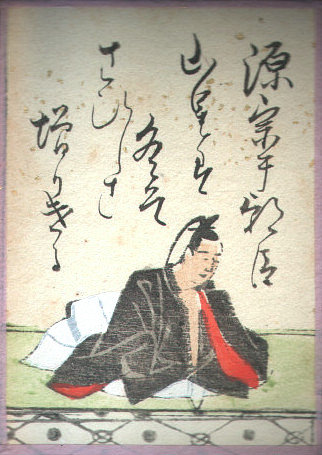
Minamoto no Muneyuki（da lOgura Hyakunin Isshu）

Ricevette il cognome Minamoto e divenne un cittadino comune nell'894, non ricevette promozioni e rimase Shoshiinoge, Ukyo no daibu (Senior Fourth Rank, Lower Grade, sindaco del distretto della capitale destra).
Partecipò ad alcuni uta-awase (concorsi di poesia) ed ebbe uno scambio di poesie con Ki no Tomonori e Ise. 
Appare anche nel Yamato Monogatari.
Poesie da lui composte sono state selezionate per il Kokin Wakashū e altri Chokusen wakashū (antologia di poesia giapponese compilata per comando imperiale).
Ha una collezione personale chiamata Muneyuki-Shū.
- Poesia waka scelta per l'Ogura Hyakunin Isshu

(Ogura Hyakunin Isshu N° 28 ("Kokin Wakashū" Inverno 315))